# Песчановский сельский совет (Крым)
Песчановский сельский совет (укр. Піщанівська сільська рада, крымскотат. Alma Tamaq köy şurası, Алма Тамакъ кой шурасы) — административно-территориальная единица в Бахчисарайском районе в составе АР Крым Украины (фактически до 2014 года; ранее до 1991 года — в составе Крымской области УССР в СССР, до 1954 года — в составе Крымской области РСФСР в СССР).
В составе Симферопольского района в начале 1920-х годов был образован Алма-Тамакский сельсовет  и на момент всесоюзной переписи населения 1926 года состоял из двух сёл: Алма-Тамак и Бурлюк с населением 900 человек. К 1940 году сельсовет включили в состав Бахчисарайского района.
Указом Президиума Верховного Совета РСФСР от 21 августа 1945 года Алма-Тамакский сельсовет был переименован в Песчановский.
С 25 июня 1946 года сельсовет в составе Крымской области РСФСР, а 26 апреля 1954 года Крымская область была передана из состава РСФСР в состав УССР.
Время упразднения сельсовета пока точно не установлено (возможно, это произошло в кампанию укрупнения/разукрупнения 1962—1965 годов, поскольку на 1965 год он уже не существовал.
Возрождён сельсовет после 1977 года.
На 2001 год население совета составило 1808 человек.
К 2014 году в сельсовет входило 2 села:
- Береговое
- Песчаное.

С 2014 года на месте сельсовета находится Песчановское сельское поселение в составе Республики Крым России.